# Geri Çipi
Geri Cipi (Vlorë, 28 de febrer de 1976) és un futbolista d'Albània que ha jugat 34 partits amb la selecció albanesa, debutant el 1995.